# Elección al Senado de los Estados Unidos en Alabama de 2020
La Elección al Senado de los Estados Unidos en Alabama de 2020 se llevaron a cabo el 3 de noviembre de 2020 para elegir a un miembro del Senado de los Estados Unidos para representar al Estado de Alabama, al mismo tiempo que las elecciones presidenciales de los Estados Unidos de 2020, así como otras elecciones al Senado de los Estados Unidos en otros estados, elecciones a la Cámara de Representantes de los Estados Unidos y varias elecciones estatales y locales.
El titular Doug Jones, elegido por primera vez en una elección especial de 2017, se postuló para un mandato completo. Jones es uno de los dos senadores demócratas estadounidenses que enfrentaron la reelección en 2020 en un estado que el presidente Donald Trump llevó en 2016, el otro es Gary Peters de Míchigan. Jones fue ampliamente considerado el senador más vulnerable entre los que buscaron la reelección en 2020, debido al fuerte equilibrio partidista republicano en el estado.
Como se predijo, Tuberville derrotó fácilmente a Jones aunque por un margen mayor de lo esperado.

## Elección general

### Predicciones
| Fuente                | Clasificación              | As of                  |
| --------------------- | -------------------------- | ---------------------- |
| Cook Political Report | Pequeña ventaja (volteado) | 29 de octubre de 2020  |
| Inside Elections      | Pequeña ventaja (volteado) | 28 de octubre de 2020  |
| Sabato's Crystal Ball | Probable (volteado)        | 2 de noviembre de 2020 |
| 270toWin              | Pequeña ventaja (volteado) | 2 de noviembre de 2020 |
| Político              | Pequeña ventaja (volteado) | 2 de noviembre de 2020 |

### Encuestas
Resumen gráfico 
| Fuente de la encuesta                                                                | Fecha(s) de realización                 | Tamaño de muestra | Margen de error | Doug Jones (D) | Tommy Tuberville (R) | Otro Indecisos |
| ------------------------------------------------------------------------------------ | --------------------------------------- | ----------------- | --------------- | -------------- | -------------------- | -------------- |
| Swayable Archivado el 13 de noviembre de 2020 en Wayback Machine.                    | 27 de octubre - 1 de noviembre de 2020  | 294 (LV)          | ± 8.5%          | 42%            | 58%                  | –              |
| Data for Progress                                                                    | 27 de octubre - 1 de noviembre de 2020  | 1,045 (LV)        | ± 3%            | 44%            | 56%                  | 0%             |
| Auburn University At Montgomery                                                      | 23-28 de octubre de 2020                | 853 (LV)          | ± 4.4%          | 43%            | 54%                  | 3%             |
| Swayable                                                                             | 23-26 de octubre de 2020                | 266 (RV)          | ± 7.8%          | 46%            | 54%                  | –              |
| Cygnal                                                                               | 21-23 de octubre de 2020                | 645 (LV)          | ± 3.9%          | 41%            | 55%                  | 4%             |
| Moore Information (R)                                                                | 11-14 de octubre de 2020                | 504 (LV)          | ± 4.5%          | 40%            | 55%                  | –              |
| FM3 Research (D) Archivado el 19 de octubre de 2020 en Wayback Machine.              | 11-14 de octubre de 2020                | 801 (LV)          | ± 3.5%          | 48%            | 47%                  | 5%             |
| Auburn University at Montgomery                                                      | 30 de septiembre - 3 de octubre de 2020 | 1,072 (RV)        | ± 4.0%          | 42%            | 54%                  | –              |
| Morning Consult                                                                      | 11-20 de septiembre de 2020             | 658 (LV)          | –               | 34%            | 52%                  | –              |
| Morning Consult                                                                      | 24 de julio - 2 de agosto de 2020       | 609 (LV)          | ± 4.0%          | 35%            | 52%                  | 9%             |
| Auburn University at Montgomery Archivado el 13 de julio de 2020 en Wayback Machine. | 2-9 de julio de 2020                    | 567 (RV)          | ± 5.1%          | 36%            | 44%                  | 14%            |
| WPA Intelligence (R)                                                                 | 29 de junio - 2 de julio de 2020        | 509 (LV)          | ± 3.8%          | 40%            | 50%                  | –              |
| ALG Research (D)                                                                     | 18-22 de junio de 2020                  | 600 (LV)          | ± 4.0%          | 44%            | 47%                  | 8%             |
| Cygnal (R)                                                                           | 13-16 de junio de 2020                  | 530 (LV)          | ± 4.3%          | 36%            | 50%                  | 13%            |
| FM3 Research (D)                                                                     | 14-18 de mayo de 2020                   | 601 (LV)          | ± 4.0%          | 44%            | 47%                  | 9%             |
| Mason-Dixon                                                                          | 4-6 de febrero de 2020                  | 625 (RV)          | ± 4.0%          | 42%            | 50%                  | 8%             |
| JMC Analytics                                                                        | 16-18 de diciembre de 2019              | 525 (LV)          | ± 4.3%          | 40%            | 47%                  | 13%            |

#### Encuesta hipotética
Con Jeff Sessions
| Fuente de la encuesta                                                                | Fecha(s) de realización    | Tamaño de muestra | Margen de error | Doug Jones (D) | Jeff Sessions (R) | Otro Indecisos |
| ------------------------------------------------------------------------------------ | -------------------------- | ----------------- | --------------- | -------------- | ----------------- | -------------- |
| Auburn University at Montgomery Archivado el 13 de julio de 2020 en Wayback Machine. | 2-9 de julio de 2020       | 567 (RV)          | ± 5.1%          | 43%            | 49%               | 1%             |
| ALG Research (D)                                                                     | 18-22 de junio de 2020     | 600 (LV)          | ± 4.0%          | 43%            | 45%               | 9%             |
| Cygnal (R)                                                                           | 13-16 de junio de 2020     | 530 (LV)          | ± 4.3%          | 35%            | 45%               | 18%            |
| Mason-Dixon                                                                          | 4-6 de febrero de 2020     | 625 (RV)          | ± 4.0%          | 41%            | 54%               | 5%             |
| JMC Analytics                                                                        | 16-18 de diciembre de 2019 | 525 (LV)          | ± 4.3%          | 41%            | 46%               | 13%            |

Con Bradley Byrne
| Fuente de la encuesta     | Fecha(s) de realización    | Tamaño de muestra | Margen de error | Doug Jones (D) | Bradley Byrne (R) | Otro Indecisos |
| ------------------------- | -------------------------- | ----------------- | --------------- | -------------- | ----------------- | -------------- |
| AL Daily News/Mason-Dixon | 4-6 de febrero de 2020     | 625 (RV)          | ± 4.0%          | 42%            | 51%               | 7%             |
| JMC Analytics             | 16-18 de diciembre de 2019 | 525 (LV)          | ± 4.3%          | 40%            | 44%               | 16%            |

Con Arnold Mooney
| Fuente de la encuesta | Fecha(s) de realización    | Tamaño de muestra | Margen de error | Doug Jones (D) | Arnold Mooney (R) | Otro Indecisos |
| --------------------- | -------------------------- | ----------------- | --------------- | -------------- | ----------------- | -------------- |
| JMC Analytics         | 16-18 de diciembre de 2019 | 525 (LV)          | ± 4.3%          | 40%            | 34%               | 25%            |

Con Roy Moore
| Fuente de la encuesta | Fecha(s) de realización    | Tamaño de muestra | Margen de error | Doug Jones (D) | Roy Moore (R) | Otro Indecisos |
| --------------------- | -------------------------- | ----------------- | --------------- | -------------- | ------------- | -------------- |
| JMC Analytics         | 16-18 de diciembre de 2019 | 525 (LV)          | ± 4.3%          | 47%            | 33%           | 20%            |

Con un republicano genérico
| Fuente de la encuesta | Fecha(s) de realización | Tamaño de muestra | Margen de error | Doug Jones (D) | Republicano genérico | Otro Indecisos |
| --------------------- | ----------------------- | ----------------- | --------------- | -------------- | -------------------- | -------------- |
| Mason-Dixon           | 9-11 de abril de 2019   | 625 (RV)          | ± 4.0%          | 40%            | 50%                  | 10%            |

Con oponente genérico
| Fuente de la encuesta | Fecha(s) de realización    | Tamaño de muestra | Margen de error | Doug Jones (D) | Oponente genérico | Otro Indecisos |
| --------------------- | -------------------------- | ----------------- | --------------- | -------------- | ----------------- | -------------- |
| JMC Analytics         | 16-18 de diciembre de 2019 | 525 (LV)          | ± 4.3%          | 34%            | 48%               | 18%            |

Con un republicano genérico vs. un demócrata genérico
| Fuente de la encuesta | Fecha(s) de realización  | Tamaño de muestra | Margen de error | Demócrata genérico | Republicano genérico | Otro Indecisos |
| --------------------- | ------------------------ | ----------------- | --------------- | ------------------ | -------------------- | -------------- |
| Cygnal                | 21-23 de octubre de 2020 | 645 (LV)          | ± 3.9%          | 38%                | 55%                  | 6%             |

### Resultados
| Elección al Senado de los Estados Unidos en Alabama de 2020 | Elección al Senado de los Estados Unidos en Alabama de 2020 | Elección al Senado de los Estados Unidos en Alabama de 2020 | Elección al Senado de los Estados Unidos en Alabama de 2020 | Elección al Senado de los Estados Unidos en Alabama de 2020 | Elección al Senado de los Estados Unidos en Alabama de 2020 |
| Partido                                                     | Partido                                                     | Candidato/a                                                 | Votos                                                       | %                                                           |                                                             |
| ----------------------------------------------------------- | ----------------------------------------------------------- | ----------------------------------------------------------- | ----------------------------------------------------------- | ----------------------------------------------------------- | ----------------------------------------------------------- |
|                                                             | Republicano                                                 | Tommy Tuberville                                            | 1,392,076                                                   | 60.1%                                                       |                                                             |
|                                                             | Demócrata                                                   | Doug Jones (titular)                                        | 920,478                                                     | 39.7%                                                       |                                                             |
| Total                                                       | Total                                                       | Total                                                       | 2,316,445                                                   | 100.0%                                                      |                                                             |
| Margen de victoria                                          | Margen de victoria                                          | Margen de victoria                                          | 471,598                                                     | 20.4%                                                       |                                                             |
|                                                             | Ganancia Republicana de demócrata                           |                                                             |                                                             |                                                             |                                                             |